# Rejtett tanterv
A rejtett tanterv (implicit tanterv, idegen szakszóval hidden curriculum) azon élmények, tapasztalatok, viselkedésmódok, ismeretek összessége, egyszóval az a tudás, amit az adott iskola vagy egyéb oktató-nevelő intézmény nem oktat tantervszerűen és tantárgyi formában; viszont fontos részét képezi a tanulók által elsajátítandó (számonkért!) ismereteknek (tehát mégis „tananyag”). A rejtett tanterv általában szándéktalanul kerül bele a „tananyagba”, néha pedig szándékosan, noha tudattalanul, noha szándékosság és szándéktalanság közt (éppen például a tudatalatti és az emberi elme egyéb működései, például a megszokás, elfogultság stb. miatt) nem húzható éles határ.
Szokás ezen ismeretek összességét „másodlagos tudásnak” vagy az „oktatás melléktermékének” is nevezni; nem értékítéletként, hanem jelezve, hogy ez nem kerül bele az elsődleges, tantárgyi ismeretek körébe tartozó írott követelményrendszerbe.

## A legfontosabb összetevői, példái ezen ismeretanyagnak
1. ide tartozhatnak a hagyományos általános iskolában az illemre, „jó modorra”, az iskolai közösségben való viselkedésre vonatkozó ismeretek; az intézményi normák megtanulása (például hogy órán nem szabad beszélgetni, vagy közbekiabálni);
2. az intézmény „szociális terében” való eligazodás megtanulása: ez az eligazodás olyan ismereteket, viselkedésformákat jelent, amely lehetővé teszi a tanárokkal és a tanulókkal, a kortárscsoporttal való együtt létezést, munkát, kommunikációt.

Összefoglalva, mindkét ismeretanyag a szocializáció része, de 1). és 2). nem feltétlenül ugyanaz: a tanuló-társaknak, azaz 2).-nek való megfelelés gyakran az 1). ismerettípus ignorálását, azaz normaszegést kíván. A kortárscsoport normái és az intézményi normák gyakran ellentétesek is lehetnek. Sőt egy dohányos tanár egyéni normái is különbözhetnek a dohányzást tiltó intézmény normáitól (más példa: a súgás tiltott dolog, de népszerűvé tesz a tanulók körében).
A témával foglalkozó szociálpszichológusok szerint fontos meghatározói ezen ismeretanyag elsajátítására való képességnek a szociális és családi helyzet:
- ha a család és az oktatási intézmény nevelési elvei (például inkább autoriter/tekintélyelvű – inkább demokratikus/megegyezéselvű) hasonlítanak, akkor a gyerek jobban alkalmazkodik az intézmény normáihoz;
- az oktatáshoz való viszonyulás függ a szülők és a gyerek társadalmi helyzetétől, „osztályától” is (például elképzelhető, hogy a tudást önmagában értéknek tekintő értelmiségi szülők gyermeke nagyobb motiváltsági szinttel rendelkezik – az pedig biztos, hogy az ilyen szülők többet tudnak a gyereküknek segíteni).

## Mitől „rejtett” e „tanterv”?
A rejtett tantervvel kapcsolatos ismeretek gyakran nemhogy deklarálva, azaz leírva, elismerve nincsenek, de az ilyen ismeretek és a velük kapcsolatos élmények alig vagy egyáltalán nem is tudatosulnak a tanulókban és a tanárokban sem (!); s ezért nem állnak össze egységes szabályrendszerré. Ennek rengeteg oka lehet:
- mert nap mint nap, állandó jelleggel találkoznak velük, s ezért az intézményi élet velejárójának tekintik, holott ez nincs így, mert más intézményben esetleg mások az ilyen adottságok (például egy vallásos iskolában valamely vallási tantétel követése természetes, máshol nem, de ez utóbbit a gyerek nem feltétlenül tudja, mert csak egy mintát ismer!);
- vagy tudatosságuk a megszokásból eredően megszűnik (például ilyenek egyes illemszabályok);
- vagy mert a gyerekek, életkoruk vagy helyzetük miatt, nem rendelkeznek olyan ismeretekkel, amely ezek tudatosítását lehetővé tenné (például egy gyerek nem feltétlenül tudja megítélni, hogy első tanára szakmai szempontból „jó” vagy „rossz” volt, amíg nem találkozik többféle tanármintával);

Annak ellenére, azzal együtt sincs meg e tudatosulás, hogy a tanulók és tanárok intézményi és későbbi életét, egymáshoz való viszonyát, döntéseit is alapvetően meghatározhatják, s hogy ezen élmények általában nem különlegesek, egyszeriek (amint az a példákból is látható), hanem az iskolai, intézményi élet szerves tartozékai.

## A rejtett tanterv jelentőségéről
A pedagógusok általában egyetértenek abban, hogy a rejtett tanterv napvilágra hozása nagyon fontos, mert  számottevő, sőt (például deviáns viselkedésű tanulók megítélésénél) meghatározó része lehet a tanulói teljesítmény hivatalos értékelésének! Vagyis a hagyományos oktatási rendszer komolyan számonkér olyan ismereteket is, amit látszólag nem ad át (amely ismeretek átadása nem is tudatosul)! Ha világossá válnak ezek a ki nem mondott követelmények, akkor egyben kezelhetőek is lesznek, ezáltal nőhet az oktatás hatékonysága.
A rejtett tanterv a téma egyik úttörő kutatója, P. W. Jackson észrevétele alapján azért is jelentős, mivel az írott tanterv általi értékelés csak időszakos, viszont a rejtett tanterv alapján való értékelés gyakorlatilag állandóan folyik (!), és a gyerek életének jelentős részét tölti ilyen megítélési folyamat tárgyaként:

„Az alapiskolázás 6-7 éve alatt egy gyerek több mint 7000 órát tölt egy olyan erősen uniformizált közegben, amelybe jórészt akaratán kívül került. Korábbi környezetében is ki volt téve a környezet értékelésének; ám ezek az oktatási rendszerbe való kerüléssel egyre inkább rögzítetté, hivatalossá  (visszavonhatatlanná) válnak.”

– Sz. L. T.: A rejtett tanterv

További nehézség, hogy az értékelés módja rendkívül összetett. Meg kell felelni mind a tanárok, mind a szülők, mind a tanulótársak elvárásainak. A feladatot bonyolítja, hogy e követelmények sokszor egymásnak ellentmondanak (lásd például „súgás”). Ha egy tanulói szerep a tanár által elfogadott vagy egyenesen jó megítélés alá esik, a diáktársak ugyanakkor ellenségesen ítélhetik meg („stréberség” fogalma); és fordítva („bohóc” szerepe).

## A fogalom története

### Henry, Jackson, Wellendorf
A rejtett tanterv (hidden curriculum) megnevezést Philip W. Jackson vezette be egy 1968-ban megjelent könyvében (Life in Classrooms).
A jelenség kísérleti tanulmányozásának úttörői: J. Henry, P. W. Jackson, F. Wellendorf. Ők a következőkre összpontosítottak:
1. az órák mikrotörténései (például a jelentkezés módja);
2. a követelménytámasztás módozata;
3. ismétlődő oktatási rituálék.

Módszerük általában több hónapos vagy akár több (2-3) éves időszakra eső óramegfigyelés (hospitálás) volt.
Jackson szociálpszichológiai, Henry inkább kulturális antropológiai, Wellendorf jobbára pszichoanalitikai szemüvegen át szemlélte az iskolai életet; alig-alig különböző szavakkal azonban a következő három alapvető észrevételt mind  megfogalmazták:
1. minden esemény, szituáció az oktatásban többrétegű: van egy elsődleges és másodlagos jelentése. Az elsődleges jelentés a pedagógus szándéka szerint való, és a tananyagot közvetíti a tanulók felé. A másodlagos jelentés nincs az iskola hivatalos dokumentumaiban (Tanterv, Házirend stb.) deklarálva; ennek ellenére fontos ismereteket közvetít. Nevezetesen:
2. az iskolai-intézményi létezés alapfeltétele az intézményi rendhez, a pedagógusok ezzel kapcsolatos elvárásaihoz, azaz az intézményi normákhoz való alkalmazkodás. E korai kutatások szemléletmódja szerint ez a rejtett tanterv fő tartalma, összetevője. A normák elsajátítása az intézményi létezés egyik alapfeltétele (Henry).
3. A normák értelme az (lenne), hogy elviselhetővé tegye az intézmény tagjainak közös létezését és lehetővé az együttes munkát. Azaz a normák elsősorban a  közösségi szocializációhoz szükséges ismeretek összességei.

A probléma az, hogy az oktatási intézmények deklarálnak ugyan szociális-nevelési célokat (erre szolgálna a Pedagógiai program); de az ilyen ismereteket igazán hatékonyan közvetítő helyzeteket az intézmény zsúfoltsága, túl- vagy alulszervezettsége, gazdasági helyzete, nevelési céljainak elvont jellege, a helyzetek közvetítő erejének nem tudatosulása, azaz épp a tanterv "rejtettsége" miatt nem tudják kezelni.

### Jackson megfigyelései
A legfontosabb megfigyelés, hogy az értékelés egyik fő tényezője nem feltétlenül a tantárgyi teljesítmény, hanem  az intézményi normák és a pedagógus elvárásaihoz való alkalmazkodás, a "jó viselkedés" (s ennek olyan elemei, mint a késések, a házi feladat elhanyagolása, stb.)
Azaz az értékelés egyik fontos szempontja épp a „rejtett tanterv” teljesítése.
Jackson szerint annál jobb helyzetben van egy tanuló az iskolában, annál jobban képes az implicit tantervnek megfelelni, minél inkább hasonlítanak az intézmény és a családi környezet normái. A hagyományos oktatási intézmények így jelentős mértékben azt értékelik, hogy milyen nevelési szemléletű családból jön valaki (például autoriter légkörben nevelt gyerek egy tekintélyelvű, irányított oktatási módszertanú iskolában vélhetően jobban boldogul, mint egy szabadabb légkörben nevelt társa).
Ha e két normarendszer erősen eltér, az a tanulót személyiségével ellentétes, hamis viselkedésre kényszeríti. A rejtett tanterv egyik összetevője a hamis viselkedés, a manőverezés elsajátítása (lásd puskázás).
Jackson 4 fő készséget különböztet meg, amelyet el kell sajátítani, megszokni az intézményekben:
1. a késleltetést;
2. a történések időbeli szabályozottságát;
3. a megszakításoktól való elvonatkoztatást; és általában:
4. különbséget tenni érzelmek/motivációk és cselekedetek közt.

Azaz  a tanulónak:
- meg kell tanulnia, hogy vágyainak kielégítése nem megy azonnal, sőt esetleg sehogyan sem (például órán általában tilos enni, míg ebédidőben ennie kell, még ha inkább az udvaron szaladgálna is);
- hozzá kell szoknia, hogy az intézményben szigorú időrend uralkodik (kicsöngetés/ becsöngetés);
- a tanórát megszakító rendkívüli események figyelmen kívül hagyását, illetve kezelését is el kell sajátítania (például szomszédja piszkálni kezdi, kopogtatnak a tanterem ajtaján, stb.);
- meg kell tanulnia, hogy ne úgy tegyen, ahogyan érzelmei/szándékai késztetik: az érzelmeket „le kell választani”, illetve „hozzá kell kapcsolni” a cselekvéséhez, különben nem nyeri el a nevelők jóindulatát

(például ha nem szólítják fel, nem beszélheti el, amit akar, még ha a tanár egy osztályhoz intézett kérdésére válaszolna is, míg ha felszólítják, akkor is beszélnie kell, ha nem akar, ráadásul nem tanácsos kelletlenséget mutatnia).
Fontos, hogy az érzelmeit és cselekvéseit, amelyek eddig jelentős mértékben korreláltak, egyre inkább függetlenítenie kell egymástól.
Az utóbbi részeként meg kell oldania azt a roppant nehéz feladatot, hogy az állandó kommunikációra ingerlő kortárscsoportban úgy kell tennie, mintha egyedül lenne. Alighanem ez az iskolai fegyelmezetlenség fő forrása.

### Friedenberg megfigyelései
A szociológus Friedenberg az implicit behatások egy másik aspektusára hívja fel a figyelmet.
Az intézményi normák elsajátíttatása többféleképpen történhet, de a tanítási folyamat általában negatív megerősítés jellegű: a normáktól eltérő cselekedetek büntetik. Itt nem kell feltétlenül fizikai büntetésre gondolni, hiszen egy kisebb gyerek számára az is számottevő frusztrációt („frustration” angolul megsemmisülést is jelent!) okozhat, ha a pedagógus rászól (például „Nálatok nincs ajtó?”; „Tedd a kabátod a fogasra! Itt nem lesz mindig anyuka, aki utánad hordozza!”).
A rejtett tanterv részeként a kiskorú éppen azt tanulja meg, mit jelent kiskorúnak lenni: hogyan kell élni egy olyan hatalom alatt, amely gyakran  nincs tekintettel „a személyiség privátumára és az egyéniség autonómiájára”. Így egyrészt téves képzeteket alkotnak arról, hogyan kell működnie egy hatalomnak, másrészt gyakran a felforgató szerepét érzik magukhoz a legközelebbinek.

## A rejtett tanterv kapcsolódása más rejtett témákhoz
A kulturális antropológia megkülönböztet nyílt (overt) kultúrát és titkolt (covert) kultúrát, lényegében hasonló, de általánosabban érvényes megfigyelésekkel.
A szociálpszichológia különbséget tesz a nyílt mondanivaló, cél vagy törekvés (agenda) és a titkolt mondanivaló (hidden agenda) között.

### Külső hivatkozások
- Irodalom és rejtett kultúra – angol